# 垣榮祖
垣榮祖（435年—491年），字華先，下邳人，南朝宋至南朝齊的人物，南朝宋東海太守，曾協助蕭道成逃過宋後廢帝的逼害。後在南朝齊任官，官至兗州刺史。

## 經歷
垣榮祖生於435年，父親是南朝宋北中郎府參軍垣諒之。
479年`，以佐命之功，被封為將樂縣開國子，食邑三百戶。
484年（南朝齊齊武帝永明2年），出任尋陽相。
南朝齊齊武帝永明年間，出任河東內史。
491年（南朝齊齊武帝永明9年），垣榮祖卒，享年五十七。
502年，梁受禪，國除

## 軼聞
- 垣榮祖年輕時學習騎馬及射箭，有人跟他說：「武事可畏，何不學書。」垣榮祖自答：「昔曹操、曹丕上馬橫槊，下馬談論，此於天下可不負飲食矣。君輩無自全之伎，何異犬羊乎！」
- 伯父豫州刺史垣護之之子垣襲祖爲淮陽太守，宋孝武以事徙之嶺南，垣護之絕食而死。帝疾篤，又遣使殺垣襲祖，垣襲祖臨死，寫信給垣榮祖上說：「弟常勸我危行言遜，今果敗矣。」
- 垣榮祖善彈，彈鳥毛盡而鳥不死。海鵠羣翔，垣榮祖登城西樓彈之，無不折翅而下。

## 延伸阅读
[在维基数据编辑]
 《南齊書·卷28》，出自萧子显《南齊書》